# Anastasia Baburova
Anastasia Eduardivna Baburova (em ucraniano:  Анастасiя Едуардівна Бабурова, Anastasia Eduardovna Baburova em russo:  Анастасия Эдуардовна Бабурова; 30 de novembro de 1983 — 19 de janeiro de 2009) foi uma ativista libertária membro da organização Autônomous Action, jornalista pela Novaya Gazeta, estudante de jornalismo na Universidade Estadual de Moscou. Ela nasceu em Sevastopol, na Ucrânia.
Foi alvejada e morta juntamente com o advogado defensor dos direitos humanos Stanislav Markelov, que fora outro dos alvos do assassino.Buranova investigava as atividades de grupos neo-nazistas relacionados ao governo russo.